# Резвой, Терентий Сергеевич
Терентий Сергеевич Резвой (1694, Осташков — 1756, Санкт-Петербург) — санкт-петербургский купец, родоначальник фамилии, рыбопромышленник. Изначально жил в городе Осташков, позже переселился в Санкт-Петербург, где начал своё рыбное дело.
Поставлял рыбу царскому двору для стола императрицы Елизаветы Петровны. За успехи в этом деле и быстроту исполнений приказов по приказу императрицы получил фамилию Резвой.

## Биография
Терентий Резвой родился в 1694 году. Вместе с семьёй переселился в Санкт-Петербург вскоре после его основания из города Осташкова, — вместе с другим Осташковским жителем, Саввой Яковлевичем Собакиным, изменившим впоследствии свою фамилию на отчество (Яковлев) и положившим основание другому, тоже известному роду Яковлевых. В городе Осташкове Резвые пользовались почетным положением, так как впоследствии один из них, Кузьма Резвой, был депутатом от города Осташкова в Екатерининской Комиссии о сочинении проекта нового Уложения. Терентий Резвой занялся в Петербурге рыбной торговлей; его барка или живорыбный садок, стоял на Неве возле Почтового Дома, у Троицкой пристани, — приблизительно там, где теперь въезд на Троицкий мост. В последние годы царствования Петра Великого был издан указ о переводе садка выше по Неве, против Фонтанки. Этот перевод был сделан потому, что здесь же, по берегу Фонтанки, на месте нынешних домов Дворцового Ведомства, известных под названием «Бауровский» и «Прачешный», и Училища Правоведения, устраивался «Сытный двор», то есть место для хранения припасов для царской семьи. А рыба потреблялась при дворе в большом количестве и, следовательно, было удобно, когда и живорыбные садки находились тут же, под боком; для того, чтобы и владелец этих садков жил неподалеку от них, ему отвели и домовый участок по нынешней Шпалерной улице, — там, где теперь возвышается здание Дома Предварительного заключения. Поставкой рыбы для Двора Терентий Резвой занимался и в царствование преемников Петра Великого, так как его фамилия встречается в расходных книгах императрицы Екатерины I; дочь Петра Великого, Елизавета Петровна, освободила Терентия Резвого от всякой службы, а дом его — от всякого постоя, чтобы он мог беспрепятственно поставлять к царскому двору живых стерлядей; кроме царского двора, Резвой являлся поставщиком и других петербургских учреждений; так, в Архиве Сухопутного Шляхетного Кадетского Корпуса (ныне 1-й Кадетский), в сохранившейся описи уничтоженных дел, под ноябрем 1732 года значится дело «О рыбниках Дмитрии Пиначёве и Терентье Резвом, — сколько от них по цене и какой рыбы в Кадетском Корпусе забрано». Кроме рыбного подряда, Т. Резвой держал на откупу «конский сбор» в Шлиссельбургском уезде и мало-помалу стал крупным земельным собственником: у него появилось большое имение под Шлиссельбургом; кроме того, ему был пожалован остров, сохранивший его прозвище — Резвой, напротив Екатерингофа
Рыбная торговля в то время имела большие приоритеты в государстве, поэтому Терентий Резвой был освобождён от любой службы, от постоев, чтобы он мог беспрепятственно поставлять стерлядей в больших количествах.
Многие крестьяне жаловались на Резвого. Он извлекал очень большую выгоду из своего откупа. Резвой имел наёмных рыбаков, которых со временем становилось всё больше и больше. На одной только точке под Шлюсебургом в 1733 году он имел 13 работников, но в 1734 году их было уже 18. Резвой нанимал людей и для ловли рыбы «исполу». Так, на том же самом месте под Шлюсебургом работал Андреян Кондратьев, отдававший в качестве «налога» треть своего улова.
Всё же дворцовая канцелярия обнаружила, что Терентий Резвой поставлял рыбу в невыгодных для дворцовой канцелярии условиях; поставляемая рыба отдавалась за откуп 85 рублей. Канцелярия посчитала, что это очень заниженная цена. Позже были объявлены торги, а только за одну часть ловли Главная канцелярия начала получать по 153 рубля в год.
Именно на таких сделках Терентий Резвой и нажил целое состояние, однако были и другие откупы.
Скончался в Санкт-Петербурге в 1756 году.

### Семья

Герб династии Резвых

В дальнейшем его дети и родственники имели солидный капитал и активно участвовали в жизни страны.
- Пётр Терентьевич Резвой (1731—1779) — купец, подрядчик дворцового ведомства и землевладелец
  - Николай Петрович Резвой (ок. 1749 — 1816) — петербургский городской голова (1792), в 1799 году пожалован дворянством; действительный статский советник (1800), шлиссельбургский уездный предводитель дворянства (1808). В бытность его городским головой отремонтировано и перестроено здание городской думы (арх. Д. Феррари, 1799—1804).
    - Пётр, Дмитрий, Николай (все три служили в артиллерии), Александра, Екатерина, Анна

  - Анна Петровна Резвая (176?—1848), жена графа Ивана Кутайсова, любимца Павла I.
  - Надежда Петровна Резвая (1775—1828), жена тайного советника А. В. Казадаева[7].
  - Резвый, Дмитрий Петрович (1762—1823) — генерал-майор, владелец усадьбы Мариенгоф.
    - Резвой, Модест Дмитриевич (1806—1853) — историк, военный и общественный деятель. Член-корреспондент АН (1843).
      - Резвой, Дмитрий Модестович (1843—1912) — генерал от инфантерии, герой русско-турецкой войны 1877—1878 годов.

  - Павел Петрович Резвой (1766—1841) — надворный советник
    - Орест Павлович (1811—1904) — генерал от артиллерии.
    - Клеоник (1812—1878), служил в капитуле российских орденов; Евдокия (?—1900), Таисия (1806—1861).
    - Надежда (ум. 1912), жена Антона Антоновича Рейнбота (1814—1891)
      - Ростислав Антонович Рейнбот (1846—?), генерал-майор
        - Рейнбот, Пётр Ростиславович (1879 — ?) — полковник, Георгиевский кавалер[8].

      - Анатолий Антонович Рейнбот (1844—1918), капитан лейб-гвардии
        - Анатолий Анатольевич Рейнбот (Резвой) (1868—1918), генерал-майор, московский градоначальник; женат на миллионерше Зинаиде Морозовой
        - Владимир Анатольевич Рейнбот (Резвой) (1873—1939), полковник, председатель Союза русских инвалидов в Бельгии[9].